# Methanobavirales

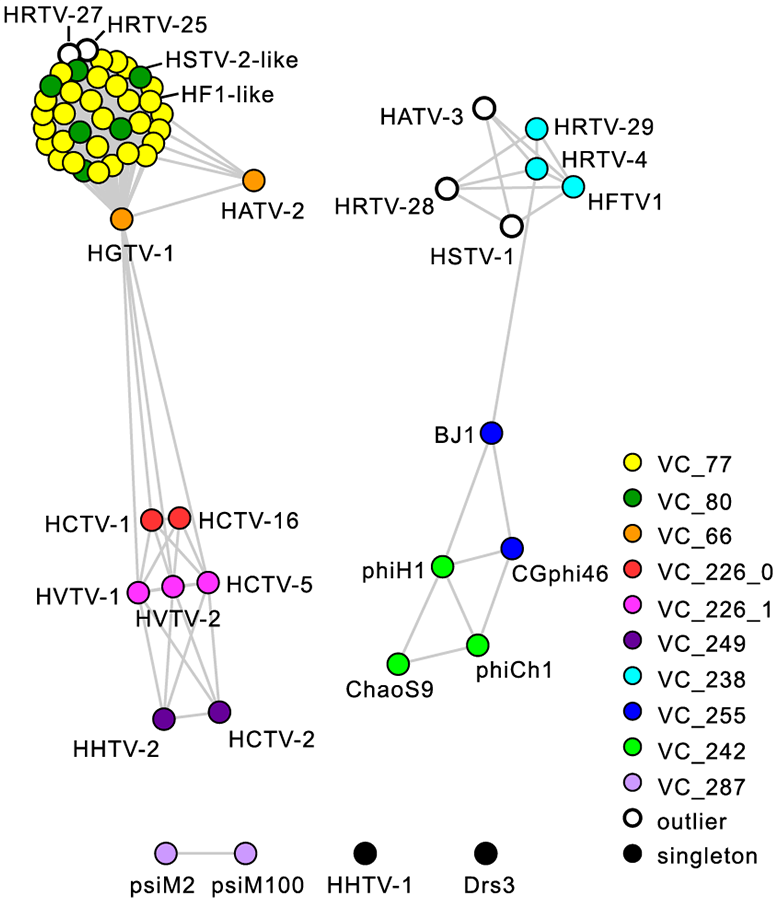
Clusteranalyse unter den Archaeenviren der Caudoviricetes (arTVs). Mitte und oben links: Thumleimavirales, Mitte und oben rechts: Kirjokansivirales, unten: Methanobavirales.
HHTV-1 (Gattung Clampvirus, Familie Madisaviridae) ist ein Siphovirus noch ohne Ordnungszuweisung.

Methanobavirales ist eine vom International Committee on Taxonomy of Viruses (ICTV) im März 2022 mit der Master Species List (MSL) #37 neu geschaffene Ordnung von Viren innerhalb der Klasse Caudoviricetes.
Die Einrichtung dieser Klasse geschah im Zug der Reorganisation dieser Klasse von Viren mit Kopf-Schwanz-Aufbau (die zuvor von der früheren Ordnung Caudovirales im taxonomischen Rang hochgestuft worden war).
Diese Reorganisation war nötig geworden, nachdem Genomanalysen eine sehr große Heterogenität dieser heutigen Klasse gezeigt hatten, die sowohl Bakterienviren als auch Archaeenviren (englisch archaeal tailed viruses, arTVs) umfasst, und deren Genom grundsätzlich aus einem dsDNA-Molekül besteht, das entweder linear oder ringförmig geschlossen sein kann.

## Beschreibung

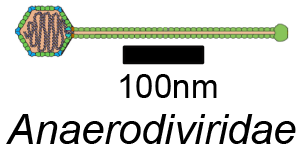
Schemazeichnung eines Virions der Familie Anaerodiviridae mit Maßstabsbalken

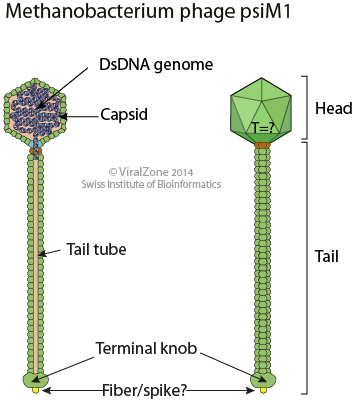
Schemazeichnungeines Virions von „Methanobacterium-Phage psiM1“ (Leisingerviridae, Gattung Psimunavirus), analog: Methanobacterium-Phage psiM2 (Spezies Psimunavirus psiM2)

Die Ordnung umfasst Stand Juni 2024 aktuell fünf, ursprünglich davon zwei mit ihr zusammen neu eingerichtete Familien von Viren von arTVs, die methanogene Archaeen infizieren.
Die Vertreter dieser Familien weisen keine nennenswerte Sequenzähnlichkeit mit Haloarchaeen-Viren unter den Caudoviricetes-Ordnungen Thumleimavirales und Kirjokansivirales auf.
Die eine der beiden ursprünglichen Familien, Leisingerviridae, umfasst das Virus psiM2 (Gattung Gattung Psimunavirus), das mit dem zuvor gefundenen defekten Provirus psiM100 verwandt ist (siehe Abbildung). Die von psiM2 gebildeten Viruspartikel sind vom Morphotyp der Siphoviren unter den Caudoviricetes.
Die andere der beiden ursprünglichen Familien, Anaerodiviridae, umfasst das Virus Drs3 (in der ebenfalls neu mit eingerichteten Gattung Metforvirus – dieses Kofferwort nimmt Bezug auf die Wirtsspezies Methanobacterium formicicum).
Die den Viren der Familien Leisingerviridae und Anaerodiviridae gemeinsamen Gene kodieren für Proteine, die für die Kapsidbildung und die Genomverpackung verantwortlich sind: TerL, Portal, Prohead-Protease und Hauptkapsidprotein (major capsid protein, MCP).

## Etymologie
Die Namensherkunft der neu eingerichteten Virustaxa ist gemäß International Committee on Taxonomy of Viruses (ICTV) bzw. nach Liu et al. (2020) wie folgt:
- Die Bezeichnung der Ordnung Methanobavirales ist eine Zusammenziehung aus dem Gattungsnamen der Wirtsarchaeen, Methanobacterium und der Endung ‚-virales‘ für Virusordnungen.
- Die Familie Anaerodiviridae ist ein Kofferwort aus der englischen Bezeichnung anaerobic digester ‚anaerober Faulbehälter‘, und verweist auf die Fundstelle des ersten isolierten Virenstamms Drs3; angehängt ist die Endung ‚-viridae‘ für Virusfamilien.
- Die Familie Leisingerviridae ist benannt nach dem Schweizer Bakteriologen Thomas Leisinger, der das Virus psiM2 als erster isolierte.
- Die Familie Armatusviridae ist benannt nach lateinisch armatus ‚bewaffnet‘ und beziegr sich auf die Exolysine mit mehreren Pseudomurein-Abbaubereichen, die in den Genomen der Viren dieser Familie kodiert werden.
- Die Familie Kairosviridae ist benannt nach altgriechisch καιρός kairos, lateinisch Cereus. In der griechischen Mythologie war Kairos bzw. Caerus die Personifikation von Gelegenheit, Glück und günstigen Momenten. Dies bezieht sich auf die Entdeckung von Proviren im Genom von Methanobrevibacter, die mit Viren dieser Familie verwandt sind. Die Mitglieder der Familie sind im Unterschied zu reinen Proviren in der Lage, die Gelegenheit zu nutzen und andere Wirtszellen zu infizieren.
- Die Familie Pigerviridae ist benannt nach lateinisch piger ‚faul‘, denn die Viren dieser Familie findet man meist ins Wirtsgenom als Proviren integriert.

## Systematik
Die von den Mitgliedsviren gebildeten Gattungen und Familien umfassen nur ein oder zwei Mitglieder, was darauf hindeutet, dass die genetische Vielfalt dieser Archaeenviren noch weitgehend unerforscht ist. Die folgende Liste gemäß International Committee on Taxonomy of Viruses (ICTV) hat den Stand Anfang März 2025:
Klasse Caudoviricetes
- Ordnung Methanobavirales (Archaeen-Viren mit Kopf-Schwanz-Struktur vom Morphotyp der Siphoviren, die methanogene Archaeen infizieren)
  - Familie Anaerodiviridae
    - Gattung Metforvirus
      - Spezies  Metforvirus limi (früher Metforvirus Drs3) mit
Methanobacterium virus Drs3 (Phage Drs3, Methanobacterium-Virus Drs3)[11]

    - ohne Gattungszuweisung
      - Spezies „Methanobacterium virus PhiF3“ (Phage ΦF3, Phage φF3, „Methanobacterium-Virus PhiF3“)[12][11][13]

  - Familie Armatusviridae
    - Gattung Ariesvirus
      - Spezies Ariesvirus gravis (früher Caudoviricetes sp. vir249)[14] mit
Methanobrevibacter tailed virus 3 (MbTV3), Isolat vir249

  - Familie Kairosviridae
    - Gattung Nadirvirus
      - Spezies Nadirvirus capraenecum (früher Caudoviricetes sp. vir323)[15] mit
Methanobrevibacter tailed virus 2 (MbTV2), Isolat vir323

  - Familie Leisingerviridae[16]
    - Gattung Psimunavirus (früher Psimunalikevirus, PsiM1-like viruses, PsiM1-ähnliche Viren, ψM1-ähnliche Viren)[17][18]
      - Spezies Psimunavirus limi (früher Psimunavirus psiM2, ψM2‐like phages) mit
Methanobacterium phage psiM2 (Phage ψM2, Methanobacterium-Phage PsiM2, Methanobacterium-Phage ψM2, Archaeophage PsiM2)
      - Spezies „Methanobacterium phage PsiM1“ („Phage ψM1“, „Methanobacterium-Phage ψM1“) – Genomsequenz nicht verfügbar, daher nicht mehr offizielle Spezies[17]

  - Familie Pigerviridae
    - Gattung Somnumvirus
      - Spezies Somnumvirus timidum (früher Caudoviricetes sp. vir080)[19] mit
Methanobrevibacter tailed virus 4 (MbTV4), Isolat vir080

  - Familie Usuviridae
    - Gattung Hewusuvirus
      - Spezies Hewusuvirus methanobrevibacteri mit
Methanobrevibacter gottschalkii virus vir075 (vir075)[20]

    - Gattung Manusuvirus
      - Spezies Manusuvirus methanobrevibacteri mit
Methanobrevibacter smithii tailed virus 1 (MSTV1)[21]